# Lutz Schülbe
Lutz Schülbe (né le 9 novembre 1961 à l'époque en Allemagne de l'Est et aujourd'hui en Allemagne) est un joueur de football allemand (à l'époque est-allemand) qui évoluait au poste d'attaquant.

## Biographie
Lutz Schülbe joue en faveur du Dynamo Dresde et du Hallescher Chemie.
Il dispute 154 matchs en Oberliga, inscrivant 40 buts, et 20 matchs en 2. Bundesliga, pour cinq buts.
Au sein des compétitions européennes, il joue quatre matchs en Coupe de l'UEFA, et quatre en Coupe des Coupes. Il inscrit son seul but en Coupe d'Europe le 18 septembre 1991, lors du premier tour de la Coupe de l'UEFA contre le Torpedo Moscou.

## Palmarès
| Dynamo Dresde - Championnat de RDA : - Vice-champion : 1983-84. - Coupe de RDA (2) : - Vainqueur : 1981-82 et 1983-84. |  | Hallescher Chemie - Championnat de RDA D2 (1) : - Champion : 1986-87. - Vice-champion : 1984-85 et 1985-86. - Meilleur buteur : 1986-87 (18 buts). |